# Hyptis
Hyptis és un gènere d'angiospermes, actualment amb 694 espècies, pertanyent a la família de les lamiàcies. Plantes comunes en els tròpics i les regions temperades més càlides de les Amèriques, que poden ser anuals o perennes, herbes i petits arbustos de grans dimensions.

## Espècies seleccionades
- Hyptis alata
- Hyptis americana
- Hyptis argutifolia
- Hyptis atrorubens
- Hyptis brevipes
- Hyptis crenata
- Hyptis capitata
- Hyptis diversifolia
- Hyptis emoryi
- Hyptis escobilla
- Hyptis florida
- Hyptis goyazensis
- Hyptis hirsuta
- Hyptis hygrobia
- Hyptis lantanifolia
- Hyptis lappacea
- Hyptis lorentziana
- Hyptis martiusii
- Hyptis mutabilis
- Hyptis pectinata
- Hyptis platanifolia
- Hyptis pseudoglauca
- Hyptis recurvata
- Hyptis spicigera
- Hyptis suaveolens
- Hyptis velutina
- Hyptis verticillata

## Galeria

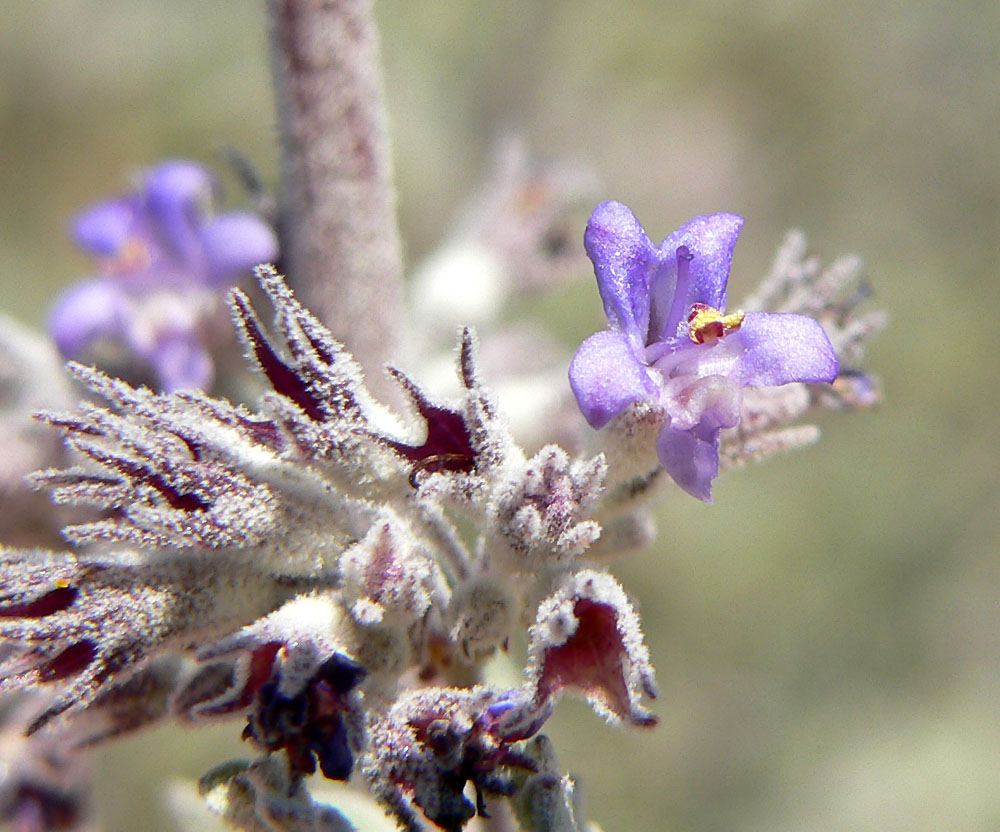
Detall de les flors (Hyptis emoryi).
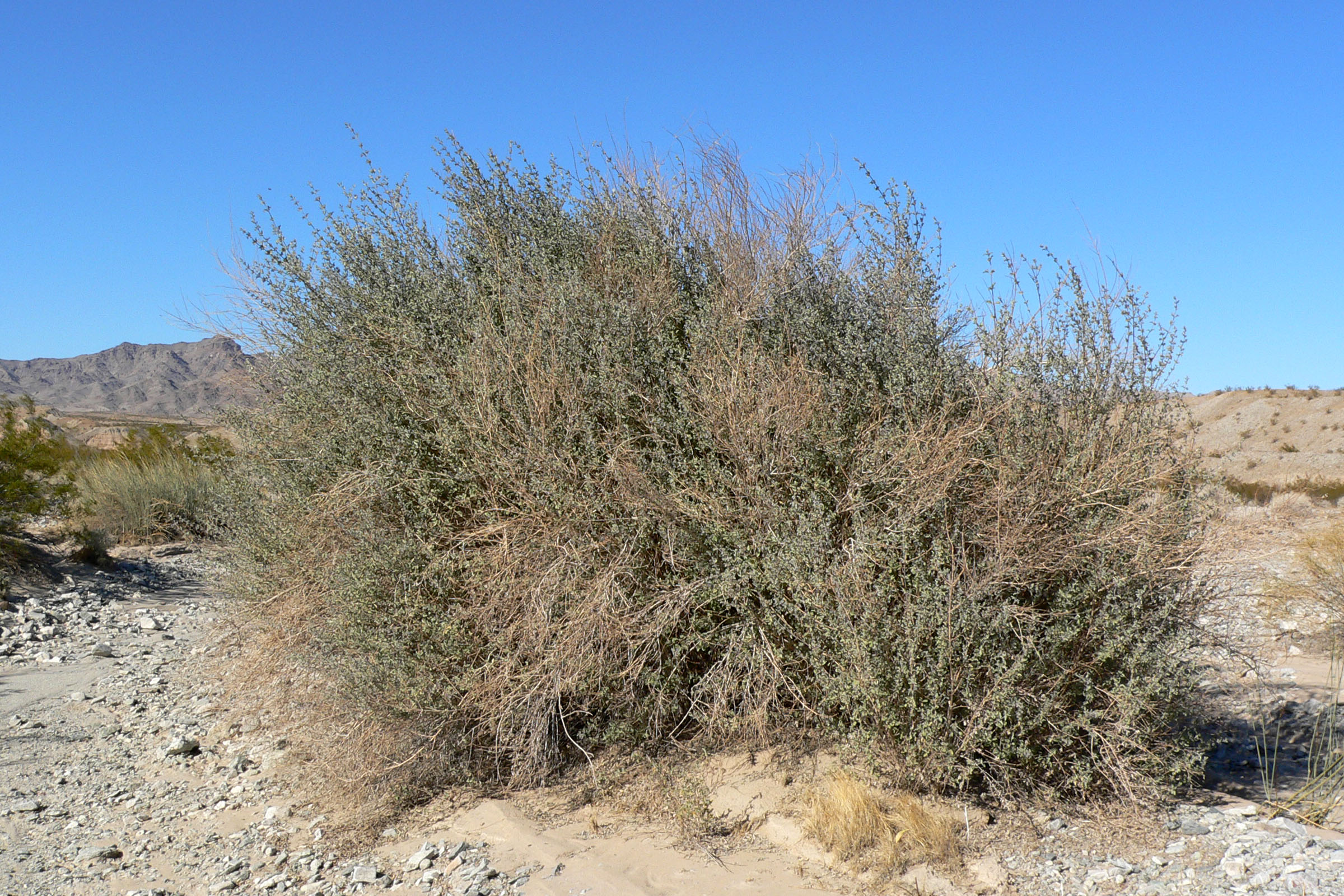
Individu de Hyptis emoryi.
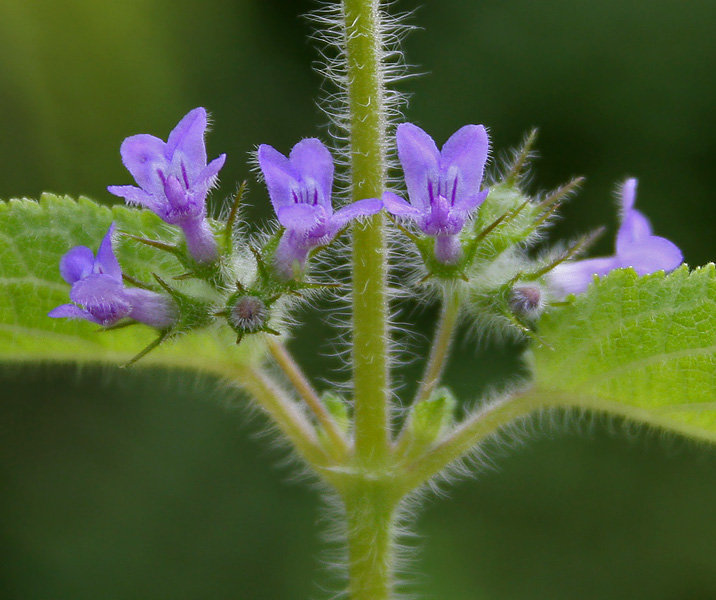
Detall de la inflorescència (Hyptis suaveolens).
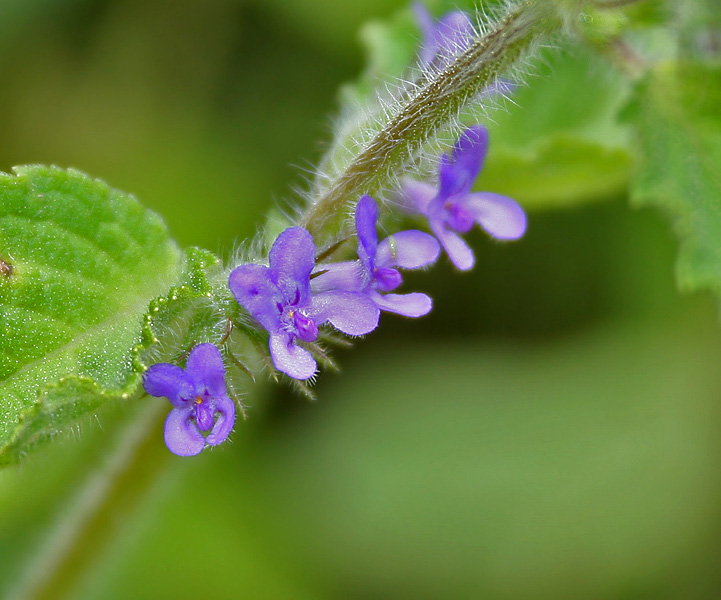
Detall de les flors (Hyptis suaveolens).